# Szakáts mesterségnek könyvetskéje
A Szakáts mesterségnek könyvetskéje a legrégibb magyar nyelvű szakácskönyv. 1695-ben jelent meg Kolozsváron, Misztótfalusi Kis Miklós nyomdájában. Teljes címe: Szakats mesterségnek könyvetskéje. Mellyben külömbkülömbféle válogatott tzifra, jó, egésséges, hasznos, tiszta és szapora étkeknek megkészítése, sütése és főzése, mintegy élés-kamrában, rövideden leirattatik, és kinek-kinek hasznára leábrázoltatik.
Az első kiadásból két csonka példány maradt fenn, egyik az Országos Széchényi Könyvtárban, másik a kolozsvári Akadémiai Könyvtárban. Második kiadása 1698-ból származik, ennek egyetlen teljes példánya ismert, amely a szegedi Egyetemi Könyvtárban található. A 18. században tizenkétszer jelent meg az 1695-ös kiadás alapján, de ezekből is csak néhány példány maradt fenn. Két kiadása a kassai jezsuita nyomdából került ki. 1745-ös kiadása megtalálható volt gróf Bethlen Kata könyvtárában.
A könyv majdnem pontos másolata egy kéziratnak, amelyet 1693-ban írtak a csíksomlyói ferences kolostorban, és szerzője a kolostor szakácsa lehetett. A kéziratot Misztótfalusi lektorálta és bővítette, úgy adta ki.
Szakáts mesterségnek könyvetskéje, mellyben külömb-külömb féle válogatott tzifra, jó, egésséges, hasznos, tiszta és szapora étkeknek meg készítése, sütése és fözése mintegy élés-kamarában rövideden leirattatik és kinek-kinek hasznára leábrázoltatik. Melly most meg-bövittetvén 
I. Több szükséges, és hasznos étkek nemeinek készitésével.
II. Liktariumok s egyéb holmik csinálásáról egy jeles tractával, a’ gazdaszszonyoknak nagy könnyebbségekre e’ kis formában kibotsáttatott.
Kolosváratt, 1695. 12 levél, 170 p., 8 levél
Kolosváratt M. Tótfalusi K. Miklós által, 1698. 12 levél, 170 p., 8 levél
Nagy-Szombatban 1714, az Académiának bötüivel. [12], 196, [8] p. – 12°
Nagy-Szombat, 1742. Nyom. a Jézus társaság acad. colleg. bet. 196, 8 p. – 12°
Újabb kiadás: Kolozsváratt 1745, az Akademiának bötüivel. [12], 196+ [8] p. – 12°
Kolosvár, 1755, Akadémia ny. [12], 196, [8] p.
Új kiadás: Nagy-Szombat, 1763. Az akademiai Jesus társ. colleg. bet. 6 levél, 196, 8 p. – 12°
Újabb kiadás: Kassa, 1763, Akadémia ny. „az Accademia bötűivel”. 219, [5], [3] p.
Újabb kiadás: Kassa, 1771, [Akademiai nyomda.] [12], 196, [8] p. – 12°
Újabb kiadás: Kassán, 1774. Ny. akademiai bet. 219, 8 p. – 12°
Újabb kiadás: Nagy-Szombatban, 1785. A király univers. bet. 6 levél 196 p., 4 levél. – 12°
Újabb kiadás: Kolosváratt, 1793. Ny. a püspöki bötükkel. 6 levél 159, 5 p. – 8°
Reprint kiadás: Budapest, 2003. Kossuth Kiadó